# Arrestatorium
Arrestatorium označuje v exekuci soudní zákaz vůči dlužníkovi povinného, aby mu vyplatil jeho pohledávku nebo aby s ní i jakkoli jinak nakládal. Účelem arrestatoria je totiž zajistit finanční prostředky k úspěšnému provedení exekuce.
Tento zákaz počíná pro dlužníka povinného od okamžiku, kdy je mu doručeno usnesení o nařízení výkonu rozhodnutí či exekuční příkaz, ve kterém je se zákazem seznámen, a končí až provedením exekuce. Uplatňuje se pak typicky při srážkách ze mzdy či jiných příjmů, při přikázání pohledávky z bankovního účtu nebo při přikázání jiné pohledávky. Pohledávka je ale vždy postižena jen do výše v dané exekuci vymáhaného plnění, zákaz se nevztahuje na určitou základní částku, odvozenou od výše životního minima, a pokud mají být navíc z bankovního účtu hrazeny mzdy zaměstnanců povinného, také vůči těmto prostředkům arrestatorium pro nejbližší výplatní termín nepůsobí.
Arrestatoriem také počíná procesně založené právo oprávněného vůči dlužníkovi povinného na danou pohledávku povinného, a to až do výše v exekuci vymáhané pohledávky oprávněného a veškerého jejího příslušenství. Oprávněný se tak v tomto rozsahu dostává do pozice povinného, aniž by to ovšem cokoli měnilo na právních poměrech mezi povinným a jeho dlužníkem. Jestliže toto právo dlužník povinného poruší a pohledávku oprávněnému nevyplatí, je oprávněný vůči němu podle § 311 nebo podle § 315 občanského soudního řádu aktivně legitimován k jejímu vymáhání. Toto právo se nazývá úkojné právo.